# Liste der Stolpersteine in Ronnenberg
Die Liste der Stolpersteine in Ronnenberg enthält die im Rahmen der Aktion des Künstlers Gunter Demnig verlegten Stolpersteine in der Stadt Ronnenberg. Ronnenberg war am 9. Mai 2005 die erste Kommune in der Region Hannover, in der Stolpersteine verlegt wurden. Bei insgesamt zwei Verlegungen wurden 25 Stolpersteine für jüdische Ronnenberger Opfer verlegt.
Die 10 × 10 × 10 cm großen Betonquader mit Messingtafel sind in den Bürgersteig vor jenen Häusern eingelassen, in denen die Opfer der nationalsozialistischen Gewaltherrschaft einmal zu Hause waren. Die Inschrift der Tafel gibt Auskunft über ihren Namen, ihr Alter und ihr Schicksal. Die Stolpersteine sollen dem Vergessen der Opfer entgegenwirken.

## Stolpersteine in Ronnenberg
| Bild                             | Person, Inschrift | Adresse                       | Verlegedatum  | Leben |
| -------------------------------- | --- | ----------------------------- | ------------- | --- |
|                                  | Hier wohnte Harry Seligmann Jg. 1881 ’Schutzhaft’ 1938 Buchenwald Flucht 1939 Kuba USA                                                          | Benther Straße 8 (Standort)   | 23. Nov. 2019 | Harry Seligmann wurde am 28. August 1881 in Ronnenberg geboren. Er war der Bruder von Rosy und Max Seligmann. Aus dem Ersten Weltkrieg kehrte er verwundet nach Ronnenberg zurück. Seit 1920 war er mit Frieda Neuhaus verheiratet. In Ronnenberg betrieb er eine Viehhandlung. Im Oktober 1937 wurde er von der NSDAP zur Geschäftsaufgabe gezwungen. Im Jahr darauf musste er in finanzieller Notlage Grundstücke verkaufen, In der Reichspogromnacht vom 9. November 1938 wurde er mit Julius Philippsohn, seinem Bruder Max Seligmann sowie seinen Cousins Siegfried Seligmann und Franz Seligmann in Ronnenberg verhaftet und im KZ Buchenwald inhaftiert. Alle fünf wurden mit der Drohung entlassen, sie würden erneut ins KZ eingesperrt, wenn sie Deutschland nicht sofort mit ihren Familien verlassen würden. Im März 1939 flüchtete Harry Seligmann mit seiner Frau auf dem Schiff MS Orinoco nach Kuba und im Dezember 1939 in die USA. Dort fand er Arbeit in einem Restaurant und in Fabriken, wo er 1946 einen Nervenzusammenbruch erlitt und arbeitslos wurde. Harry Seligmann starb am 7. August 1961 in New York City. |
|                                  | Hier wohnte Frieda Seligmann geb. Neuhaus Jg. 1895 Flucht 1939 Kuba USA                                                                         | Benther Straße 8 (Standort)   | 23. Nov. 2019 | Frieda Seligmann wurde am 6. Juli 1895 als Frieda Neuhaus in Barchfeld geboren. Nach ihrer Heirat mit Harry Seligmann lebte sie mit ihm seit 1920 in Ronnenberg. Aus der Ehe gingen die Kinder Hans, der kurz nach der Geburt starb, sowie Hilde und Trude hervor. Im März 1939 gelang ihr mit ihrem Mann auf der MS Orinoco die Ausreise nach Kuba und im Dezember 1939 in die USA. Sie starb am 4. Januar 1984 in Oceanside, NY. |
|                                  | Hier wohnte Hilde Seligmann Jg. 1922 Flucht 1939 USA                                                                                            | Benther Straße 8 (Standort)   | 23. Nov. 2019 | Hilde Seligmann wurde am 6. Januar 1922 als Tochter von Harry und Frieda Seligmann in Ronnenberg geboren. Sie besuchte die Volksschule in Ronnenberg und die Sophienschule in Hannover. Im Dezember 1938 emigrierte die Kontoristin mit ihrer Schwester Trude in die USA. 1945 heiratete Hilde Seligmann in New York Milton Sklar aus Vilna. Sie starb am 4. Januar 2009 in Oceanside, NY. |
|                                  | Hier wohnte Trude Seligmann Jg. 1923 Flucht 1939 USA                                                                                            | Benther Straße 8 (Standort)   | 23. Nov. 2019 | Trude Seligmann wurde am 2. Juni 1923 als Tochter von Harry und Frieda Seligmann in Ronnenberg geboren. Sie besuchte die Volksschule in Ronnenberg. Da Juden wegen der NS-Rassenpolitik keine weiterführenden Schulen mehr besuchen konnten, erlernte sie das Schneiderhandwerk. Im Dezember 1938 floh sie mit ihrer Schwester Hilde in die USA. 1941 heiratete sie Alfred Seligmann aus Goldberg. Sie starb am 6. Januar 1992 in Closter, NY. |
|                                  | Hier wohnte Alfred Seligmann Jg. 1920 Flucht 1937 USA                                                                                           | Benther Straße 8 (Standort)   | 23. Nov. 2019 | Alfred Seligmann wurde am 11. März 1920 in Goldberg geboren. Er war ein Neffe von Harry Seligmann und sollte in dessen Betrieb zum Schlachter ausgebildet werden. Seine Familie, die ein großes Kaufhaus in Goldberg besessen hatte, war von dort nach Hannover vertrieben worden, wo sie nunmehr Aufnahmeländer suchte. Im März 1937 flüchtete Alfred Seligmann in die USA. 1941 heiratete er seine Cousine Trude Seligmann aus Ronnenberg. Am 22. März 2011 starb er in Burlington, VT. |
|                                  | Hier wohnte Dr. Julius Philippsohn Jg. 1897 ’Schutzhaft’ 1938 Buchenwald Flucht 1938 Schweiz ausgewiesen/Frankreich 1944 zur Resistance befreit | Empelder Straße 1A (Standort) | 23. Nov. 2019 | Julius Philippsohn wurde am 31. August 1897 in Stadthagen geboren. Seit 1922 hatte er in der Empelder Straße seine Arztpraxis. 1927 heiratete er die evangelische Landwirtstochter Marie Groeneweg (geb. am 3. Januar 1904 in Weetzen). Am 5. Dezember 1932 kam der Sohn Gerd zur Welt. 1933 wurde Julius Philippsohn aus der Freiwilligen Feuerwehr ausgeschlossen. Im Juni 1933 wurde ihm die Krankenkassenpraxis entzogen und 1938 seine Praxis ganz gesperrt. Bereits 1937 wollte er mit seiner Familie nach Uruguay auswandern, was jedoch misslang. Kurz nach seiner Entlassung aus dem KZ Buchenwald floh er Weihnachten 1938 in die Schweiz, die ihn im August 1939 wieder auswies. Er gelangte nach Frankreich, wurde dort nach der deutschen Okkupation verhaftet und in den Lagern Saint-Germain-les-Belles, Gurs und Septfonds interniert. Im letztgenannten war er Lagerarzt, konnte vor der Deportation nach Auschwitz fliehen und unter falschem Namen untertauchen. Im Sommer 1944 schloss er sich der Widerstandsbewegung Résistance an – zunächst mit der Waffe in der Hand, ehe er Sanitätsoffizier wurde. Nach der Befreiung wurde er Österreicher und baute sich in Wien eine Arztpraxis auf. Dort starb er am 18. November 1970. |
|                                  | Hier wohnte Franz Seligmann Jg. 1877 ’Schutzhaft’ 1938 Buchenwald Flucht 1938 Uruguay                                                           | Empelder Straße 2A (Standort) | 23. Nov. 2019 | Franz Seligmann wurde am 24. Oktober 1877 in Ronnenberg geboren. Seit 1911 war der Viehhändler und Schlachter mit Erna Seligmann geb. Meinrath verheiratet. Das Ehepaar hatte zwei Söhne: Werner und Günther. 1933 wurde Seligmann aus der Freiwilligen Feuerwehr ausgeschlossen. Vor seinem Betrieb wurde zur selben Zeit ein Schild aufgehängt mit der Aufschrift: „Die Juden sind unser Unglück.“ Kurz nach seiner Entlassung aus dem KZ Buchenwald im November 1938 flüchtete er mit seiner Frau nach Uruguay. Dort konnte er sich wegen seines Alters eine neue Existenz nicht mehr aufbauen, sondern er und seine Frau wurden durch die ebenfalls geflüchteten Söhne finanziell unterstützt. Franz Seligmann starb 1971 in Montevideo. |
|                                  | Hier wohnte Erna Seligmann geb. Meinrath Jg. 1885 Flucht 1938 Uruguay                                                                           | Empelder Straße 2A (Standort) | 23. Nov. 2019 | Erna Seligmann wurde am 5. April 1885 als Erna Meinrath in Neustadt am Rübenberge geboren. Sie war eine Cousine von Julius Philippsohn. Nach ihrer Heirat mit Franz Seligmann wohnte sie seit 1911 in Ronnenberg. Da ihr Mann als Viehhändler oft auswärts tätig war, versah sie den Metzgerladen weitgehend selbständig. Im November 1938 flüchtete sie mit ihm nach Uruguay. Sie starb am 5. April 1985 in Montevideo. |
|                                  | Hier wohnte Werner Seligmann Jg. 1912 Flucht 1937 Uruguay                                                                                       | Empelder Straße 2A (Standort) | 23. Nov. 2019 | Werner Seligmann wurde am 15. Mai 1912 als Sohn von Franz und Erna Seligmann in Ronnenberg geboren. Er besuchte die Volksschule in Ronnenberg und das Humboldt-Gymnasium sowie eine Höhere Handelsschule in Hannover. 1930 hatte er seine Gesellenprüfung als Fleischer abgelegt. Dass ihm die Meisterprüfung aufgrund der NS-Rassenpolitik nicht möglich war, förderte seinen Entschluss, zu emigrieren. Im Dezember 1937 heiratete er Irma Silberbach (geb. am 16. Juni 1916 in Schötmar/Lippe) und flüchtete mit ihr vier Tage später nach Uruguay. Nach zwei Jahren konnte er mit einem Darlehen einen kleinen Fleischerladen kaufen. Am 26. November 1988 starb er in Montevideo. |
|                                  | Hier wohnte Günther Seligmann Jg. 1914 Flucht 1937 Brasilien                                                                                    | Empelder Straße 2A (Standort) | 23. Nov. 2019 | Günther Seligmann wurde am 9. Januar 1914 als Sohn von Franz und Erna Seligmann geboren. Als ausgebildeter Kaufmann war er Verkäufer in der Kleiderbranche. 1935/36 gehörte er zu den drei jüdischen jungen Männern in Ronnenberg, die insgeheim ihre Flucht planten. Im Januar 1937 begab er sich mit Heinz Seligmann und Kurt Frank in Hamburg als Tourist auf das französische Schiff Croix, das sie nach Brasilien brachte. Er siedelte sich in São Paulo an, wo er am 21. August 2001 starb. |
|                                  | Hier wohnte Siegmund Seligmann Jg. 1881 Flucht 1938 Brasilien                                                                                   | Lange Reihe 11 (Standort)     | 23. Nov. 2019 | Siegmund Seligmann wurde am 22. April 1881 in Ronnenberg geboren. Seit 1910 war der Schlachter, Viehhändler und Grundstücksmakler mit Henriette Seligmann geb. Stiel verheiratet. Aus der Ehe gingen die Söhne Kurt Julius (1912–1937) und Heinz (1914–2019) hervor. Seinen Hof in Adelheidsdorf bei Celle musste Seligmann 1937 verkaufen. Nach Gründung der Synagogengemeinde Ronnenberg um 1915, deren Synagoge (Betsaal) sich im Haus seines Cousins Siegfried Seligmann befand, war er ihr Vorsteher bis 1938, als er mit seiner Frau nach Brasilien flüchtete. Dort lebte er in Petrópolis. Wegen seines Alters konnten sich er und seine Frau eine neue Existenz in Brasilien nicht mehr aufbauen und wurden finanziell von ihrem ebenfalls geflüchteten Sohn Heinz unterstützt. In den 1950er Jahren kehrte Siegmund Seligmann krank nach Deutschland zurück und begab sich nach Bad Pyrmont zur Behandlung. Dort starb er am 20. Dezember 1958. |
|                                  | Hier wohnte Henriette Seligmann geb. Stiel Jg. 1887 Flucht 1938 Brasilien                                                                       | Lange Reihe 11 (Standort)     | 23. Nov. 2019 | Henriette Seligmann wurde am 19. November 1887 als Henriette Stiel in Eschweiler geboren und lebte seit 1910 als Frau von Siegmund Seligmann in Ronnenberg. Nachdem ihr Mann am 9. November 1938 gewarnt worden war, er werde verhaftet, und sich in Hamburg versteckte, bereitete sie in Ronnenberg die Flucht vor. Damit ihr Mann der Gestapo entkam, floh das Ehepaar zunächst zu Verwandten in die Niederlande und dann auf dem Dampfer Lipari nach Brasilien, wo sich bereits ihr Sohn Heinz befand. Henriette Seligmann starb 1945 in Petropolis. |
|                                  | Hier wohnte Heinz Seligmann Jg. 1914 Flucht 1937 Brasilien                                                                                      | Lange Reihe 11 (Standort)     | 23. Nov. 2019 | Heinz Seligmann wurde am 7. März 1914 als Sohn von Siegmund und Henriette Seligmann in Ronnenberg geboren. Er besuchte die Volksschule in Ronnenberg und eine Höhere Schule in Hannover, ehe er im Betrieb seines Vaters tätig wurde. Nachdem ihn seine Ronnenberger Freundin verließ, weil er Jude war, beriet er seit 1935/36 mit drei jungen jüdischen Ronnenbergern über die gemeinsame Flucht, auf die sie sich im Januar 1937 als Schiffstouristen nach Brasilien begaben. Zunächst war Heinz Seligmann in São Paulo in einer Wurstfabrik tätig. In Rio de Janeiro arbeitete er sich zu einem angesehenen Bauunternehmer empor. Im Alter von 105 Jahren starb er am 27. November 2019 in Brasilien, vier Tage nach der Verlegung seines eigenen Stolpersteines. |
| Stolperstein Lina Cohen          | Hier wohnte Lina Cohen geb. Seligmann Jg. 1859 deportiert 1942 Theresienstadt ermordet 20.2.1943                                                | Über den Beeken 15 (Standort) | 9. Mai 2005   | Lina Cohen wurde am 1. Oktober 1859 als Arondine Carolina Seligmann in Ronnenberg geboren. Ihr Mann, der Niederländer Jacob Cohen, starb 1907. Mit ihrem Sohn, Iwan Cohen, errichtete sie nach dem Ersten Weltkrieg das Wohn- und Geschäftshaus Lange Reihe 116 (heute Über den Beeken 15). Sie führte den Haushalt. 1938 wollte sie mit Iwan Cohen sowie mit seiner Frau und seinem Sohn in die USA emigrieren. Jedoch erlitt sie einen Oberschenkelbruch, so dass sie für die US-Behörden als „nicht arbeitsfähig“ galt und kein Visum erhielt. Am 23. Juli 1942 wurde sie ab dem Sammellager Hannover-Ahlem in das Ghetto Theresienstadt deportiert, wo sie am 20. Februar 1943 starb. Nach Angaben einer Verwandten, die 1945 aus Theresienstadt entkommen konnte, habe man Lina Cohen verhungern lassen. |
|                                  | Hier wohnte Iwan Cohen Jg. 1888 Flucht 1938 USA                                                                                                 | Über den Beeken 15 (Standort) | 23. Nov. 2019 | Iwan Cohen wurde am 20. Dezember 1888 als Sohn von Jacob und Lina Cohen geboren. Mit Alice Cohen geb. Levy, mit der er seit 1919 verheiratet war, betrieb er in Ronnenberg ein Textilgeschäft. Ihr Sohn war Fritz G. Cohen. Bei ihnen lebte Lina Cohen. 1933 wurde Iwan Cohen aus der Freiwilligen Feuerwehr und aus dem Kriegerverein in Ronnenberg ausgeschlossen. Im Juli 1938 konnte er mit Alice und Fritz G. Cohen in die USA flüchten, In Kansas City hatte er zunächst eine schlecht bezahlte Stelle in einer Kleiderfabrik. Zwei Jahre später könnte er ein Geschäft für Kleider und Strickwaren in Reinbeck, Iowa, aufmachen. Er starb am 11. Februar 1951 in Denver, CO. |
|                                  | Hier wohnte Fritz G. Cohen Jg. 1922 Flucht 1938 USA                                                                                             | Über den Beeken 15 (Standort) | 23. Nov. 2019 | Fritz G. Cohen wurde am 5. August 1922 als Sohn von Iwan und Alice Cohen in Hannover geboren. Er besuchte die Volksschule in Ronnenberg und seit 1935 das Humboldt-Gymnasium Hannover. Als die Angriffe von Mitschülern und Lehrern auf ihn unerträglich wurden, schickten ihn die Eltern 1937 in das Landschulheim Florenz. Im Juli 1938 flüchtete er mit ihnen in die USA. Er wurde Professor, u. a. für Germanistik, an der Purdue University in West Lafayette, IN. Seit 1953 besuchte er seinen ehemaligen Heimatort mehrfach und ist um die Verständigung zwischen Ronnenberg und seinen ehemaligen jüdischen Familien bemüht. Als 2005 drei Stolpersteine – einer davon für seine Großmutter Lina Cohen – in Ronnenberg verlegt wurden, reiste er aus den USA an. 2008 erhielt er die Ehrenbürgerwürde der Stadt Ronnenberg. Auch 2019 bei der Verlegung des Stolpersteines für ihn persönlich war der inzwischen 97-jährige anwesend. Er starb 102-jährig in Chicago. |
|                                  | Hier wohnte Alice Cohen geb. Levy Jg. 1895 Flucht 1938 USA                                                                                      | Über den Beeken 15 (Standort) | 23. Nov. 2019 | Alice Cohen wurde am 12. November 1895 als Alice Levy in Güstrow geboren. Seit ihrer Heirat mit Iwan Cohen im Jahre 1919 lebte sie in Ronnenberg. Ihr Sohn war Fritz C. Cohen. Alice Cohen war fest in das Vereinsleben eingebunden. In einem Wohlfahrtsverein unterstützte sie Arbeitslose und Bedürftige. Seit 1937 kümmerte sie sich intensiv um eine Möglichkeit der Emigration in die USA. Sie fand eine amerikanische Familie, von der sie ein Affidavit erhielt und deshalb die notwendigen US-Visa, mit denen sie, ihr Mann und ihr Sohn im Juli 1938 in die USA einreisen konnten. Sie starb am 3. Januar 1945 in Reinbeck, Iowa. |
| Stolperstein Max Seligmann       | Hier wohnte Max Seligmann Jg. 1882 deportiert Auschwitz ?                                                                                       | Über den Beeken 11 (Standort) | 9. Mai 2005   | Max Seligmann wurde am 11. Oktober 1882 in Ronnenberg geboren. Der Viehhändler war der Bruder von Rosy und Harry Seligmann. 1920 kehrte er aus französischer Kriegsgefangenschaft zurück. Nach dem Tode seines Vaters, Adolph Seligmann, übernahm er 1927 dessen Viehgeschäft. Seine Schwester Rosy führte den Haushalt. Seit dem Berufsverbot vom Dezember 1937 und verstärkt nach der Entlassung aus dem KZ Buchenwald im November 1938 bemühte sich Max Seligmann um Visa für die USA. Im Mai 1939 hoffte er – wie auch sein Cousin Siegfried Seligmann, dessen Frau Alma und die Tochter Ursula – mit seiner Schwester Rosy auf der MS St. Louis nach Kuba und von dort in die USA zu gelangen. Nach der Irrfahrt der St. Louis wohnte er seit Juni 1939 mit den übrigen vier Ronnenbergern in Brüssel, wo sie auf Visa für die USA hofften. Vor dem deutschen Überfall auf das neutrale Belgien im Mai 1940 kam Max Seligmann in die französischen Internierungslager Camp de Gurs und Camp de Milles. Am 12. August 1942 wurde er in das Sammellager Drancy bei Paris, am 19. August von dort mit dem Transport 21 nach Auschwitz-Birkenau deportiert und „vermutlich sofort in die Gaskammer geschickt“.                                        |
| Stolperstein Rosa Seligmann      | Hier wohnte Rosa Seligmann Jg. 1891 deportiert Auschwitz für tot erklärt                                                                        | Über den Beeken 11 (Standort) | 9. Mai 2005   | Rosa (Rosy) Seligmann wurde am 8. Mai 1891 in Ronnenberg geboren. Mit ihrem Bruder Max und drei weiteren Verwandten wollte sie auf der MS St. Louis nach Kuba und von dort in die USA gelangen. Nach der Irrfahrt der St. Louis lebte sie von Juni 1939 bis Mai 1940 mit den vier Ronnenbergern und dann allein in Brüssel. Dort wurde sie am 27. Januar 1944 von der deutschen Gestapo verhaftet, ins SS-Sammellager Kaserne Dossin in Mecheln gebracht und am 4. April 1944 als Gefangene 127 dem Transport XXIV nach Auschwitz zugewiesen. Am 7. April kam der Zug in Auschwitz-Birkenau an. Es ist ungeklärt, ob Rosy Seligmann bereits auf der Zugfahrt ums Leben kam oder im Vernichtungslager ermordet worden ist. |
| Stolperstein Siegfried Seligmann | Hier wohnte Siegfried Seligmann Jg. 1881 ’Schutzhaft’ 1938 Buchenwald Flucht 1939 Kuba MS St. Louis Einreise verweigert Frankreich, USA         | Velsterstraße 2 (Standort)    | 23. Nov. 2019 | Siegfried Seligmann, am 20. November 1881 in Ronnenberg geboren, war mit Alma Seligmann geb. Bonwitt verheiratet und hatte mit ihr die Töchter Else und Ursula. Er betrieb einen Viehhandel, eine Schlachterei und eine Metzgerei. 1933 wurde er aus der Freiwilligen Feuerwehr ausgeschlossen und 1937 zur Geschäftsaufgabe gezwungen. Nach der Entlassung aus dem KZ Buchenwald im November 1938 bemühte er sich mit seiner Familie um die Emigration in die USA. Im Mai 1939, als der Tochter Else bereits ein US-Visum in Aussicht stand, wollte Siegfried Seligmann mit seiner Frau und Tochter Ursula nach Kuba gelangen und dort auf die Visa in die USA warten. Nach der Irrfahrt der St. Louis wohnten sie in Brüssel, wo sie auf Visa für die USA hofften. Vor dem deutschen Einmarsch in Belgien im Mai 1940 wurde Siegfried Seligmann verhaftet und in das französische Internierungslager Camp de Gurs und dann nach Camp de Milles transportiert. Im November 1941 erhielten er und seine beiden Angehörigen die US-Visen und konnten über Spanien und Portugal am 4. Dezember 1941 in die USA einreisen. Siegfried Seligmann starb am 2. Februar 1973 in Washington, D.C.                                                               |
| Stolperstein Alma Seligmann      | Hier wohnte Alma Seligmann geb. Bonwitt Jg. 1892 Flucht 1939 Kuba MS St. Louis Einreise verweigert Frankreich, USA                              | Velsterstraße 2 (Standort)    | 23. Nov. 2019 | Alma Seligmann wurde am 22. August 1892 als Alma Bonwitt in Rodenberg geboren. Nach ihrer Heirat mit Siegfried Seligmann im Jahre 1919 lebte sie in Ronnenberg. Da ihr Mann vor allem als Viehhändler und Schlachter beschäftigt war, führte sie die Metzgerei weitgehend selbständig. Nach der Irrfahrt der St. Louis wohnte sie in Brüssel. Als ihr Mann vor dem Einmarsch der deutschen Wehrmacht von belgischen Behörden verhaftet und nach Frankreich transportiert wurde, machte sie sich mit ihrer Tochter Ursula auf den Weg, um ihn zu suchen. Nahe Paris wurden sie verhaftet und in das Camp de Gurs gebracht. Schließlich fanden sie Siegfried Seligmann über das Internationale Rote Kreuz und konnten mit ihm 1941 in die USA fliehen. Alma Seligmann starb am 7. Februar 1986 in Washington, D.C. |
| Stolperstein Ursula Seligmann    | Hier wohnte Ursula Seligmann Jg. 1923 Flucht 1939 Kuba MS St. Louis Einreise verweigert Frankreich, USA                                         | Velsterstraße 2 (Standort)    | 23. Nov. 2019 | Ursula Löwenstein wurde am 3. Januar 1923 als Ursula Seligmann in Ronnenberg geboren. Sie war die jüngere Tochter von Siegfried und Alma Seligmann. In Ronnenberg besuchte sie die Volksschule. Da ihr der Besuch einer weiterführen Schule verboten war, begann sie 1937 eine Lehre in einem Kleidergeschäft in Hannover. Nach der Irrfahrt der St. Louis wohnte sie in Brüssel. 1940 suchte sie in Frankreich mit ihrer Mutter nach ihrem Vater, wurde mit ihr verhaftet und in das Internierungslager Camp de Gurs gebracht. 1941 konnte sie mit den Eltern in die USA entkommen. Sie starb 2023 in Jerusalem. |
| Stolperstein Else Seligmann      | Hier wohnte Else Seligmann Jg. 1920 Flucht 1939 USA                                                                                             | Velsterstraße 2 (Standort)    | 23. Nov. 2019 | Else Seligmann wurde am 6. Juli 1920 als Tochter von Siegfried und Alma Seligmann in Ronnenberg geboren. Sie besuchte die Volksschule in Ronnenberg. Ihre Ziele waren das Abitur und ein Medizinstudium. Da ihr jedoch der Besuch einer weiterführenden Schule verboten war, schickten ihre Eltern sie 1936 auf eine jüdische Haushaltungsschule in Breslau und 1937 in das Landschulheim Florenz, in das kurz darauf auch Fritz G. Cohen kam. Im Gegensatz zu ihren Eltern und ihrer Schwester Ursula hatte sie 1939 eine günstige Quotennummer für ein US-Visum. Deshalb floh sie nicht mit ihnen auf der MS St. Louis. Als letztes Mitglied der 25-köpfigen jüdischen Gemeinschaft von Ronnenberg verließ sie am 18. November 1939 ihren Heimatort und reiste in die USA. Sie starb am 9. Januar 2003 in Scottsdale (Arizona). |
| Stolperstein Hermann Seligmann   | Hier wohnte Hermann Seligmann Jg. 1854 unfreiwillig verzogen 1938 Hannover gedemütigt/entrechtet tot 3.12.1940                                  | Velsterstraße 2 (Standort)    | 23. Nov. 2019 | Hermann Seligmann wurde am 12. Mai 1854 in Ronnenberg geboren. Er war ein unverheirateter Bruder von Lina Cohen und Simon Seligmann (geb. 1849), dem Vater von Siegfried und Franz Seligmann. Da er wegen seiner Behinderung und seines hohen Alters keine Aussicht auf ein US-Visum hatte, besorgte ihm sein Neffe Siegfried, bei dem er lebte, Ende 1938 einen „lebenslangen Platz“ in einem Altenheim in Hannover, wo er am 3. Dezember 1940 starb. |
| Stolperstein Kurt Frank          | Hier wohnte Kurt Frank Jg. 1909 Flucht 1937 Brasilien                                                                                           | Velsterstraße 2 (Standort)    | 23. Nov. 2019 | Kurt Frank wurde am 17. Juli 1909 in Pattensen als Sohn von Paula Frank (geb. 1878 in Ronnenberg), einer Schwester von Siegfried Seligmann, und von Robert Frank (geb. 1871) geboren. Er arbeitete in der Schlachterei von Siegfried Seligmann. 1935/36 gehörte er zu den drei jüdischen jungen Männern in Ronnenberg, die insgeheim ihre Flucht planten. Im Januar 1937 begab er sich mit Heinz Seligmann und Werner Seligmann in Hamburg als Tourist auf das französische Schiff Croix, das sie nach Brasilien brachte. |